# Harbatshofen
Harbatshofen (westallgäuerisch: Harbatshofə) ist ein Gemeindeteil der bayerisch-schwäbischen Gemeinde Stiefenhofen im Landkreis Lindau (Bodensee). Im Zuge der Gebietsreform in Bayern wurde die bis dahin selbstständige Gemeinde Harbatshofen in die Gemeinde Stiefenhofen eingegliedert.

## Geographie
Das Dorf liegt rund 1,5 Kilometer nördlich des Hauptorts Stiefenhofen und zählt zu der Region Westallgäu. Durch den Ort verläuft die Bahnstrecke Buchloe–Lindau.

## Ortsname
Der Ortsname setzt sich aus dem Personennamen Hadubert sowie dem Grundwort -hofen zusammen und bedeutet Hof/Höfe des Hadubert.

## Geschichte
Harbatshofen wurde erstmals im Jahr 1090 als Hadebredzteshouen urkundlich erwähnt. Im Jahr 1770 war die Vereinödung von Harbatshofen abgeschlossen. Harbatshofen gehörte im Heiligen Römischen Reich dem Gericht Grünenbach der Herrschaft Bregenz in Vorarlberg (damals Teil Vorderösterreichs) an. Seit den Friedensverträgen von Brünn und Preßburg 1805 gehört der Ort zu Bayern. Zuerst zum Landgericht Weiler, das später in den Kreis Lindau umgewandelt wurde. Mit dem Gemeindeedikt von 1818 entstand die damalige Gemeinde. Mitte des 19. Jahrhunderts wurde mittels eines Aushubs die Bahnstrecke Buchloe–Lindau durch den Ort gebaut. Harbatshofen bekam einen Bahnhof an der Strecke, der am 12. Oktober 1853 mit der ersten Fahrt der Eisenbahn auf dem Abschnitt Oberstaufen–Aeschach eröffnet wurde. Forderungen einer Bahnlinie von Harbatshofen zum Bahnhof Isny kamen Ende des 19. Jahrhunderts auf, wurden aber nicht umgesetzt. Im Jahr 1919 wurde mit dem Bau einer Distriktstraße von Harbatshofen über Grünenbach und Maierhöfen nach Isny begonnen. Diese war 1923 fertiggestellt. 1925 wurde die Kraftpostlinie Isny–Harbatshofen eingerichtet, sie verkehrte dreimal täglich zwischen den beiden Bahnhöfen. Zum Ende des Zweiten Weltkriegs kam es an der Bahnlinie immer wieder zu Angriffen, teils zwischen Flakzügen und Jagdbombern. In der Besatzungszeit war der französisch besetzte Ort an der Zonengrenze zum benachbarten amerikanisch besetzten Stiefenhofen. Diese Grenze blieb bis zum 20. August 1948 geschlossen. Der Bahnhof Harbatshofen wurde 1985 stillgelegt.

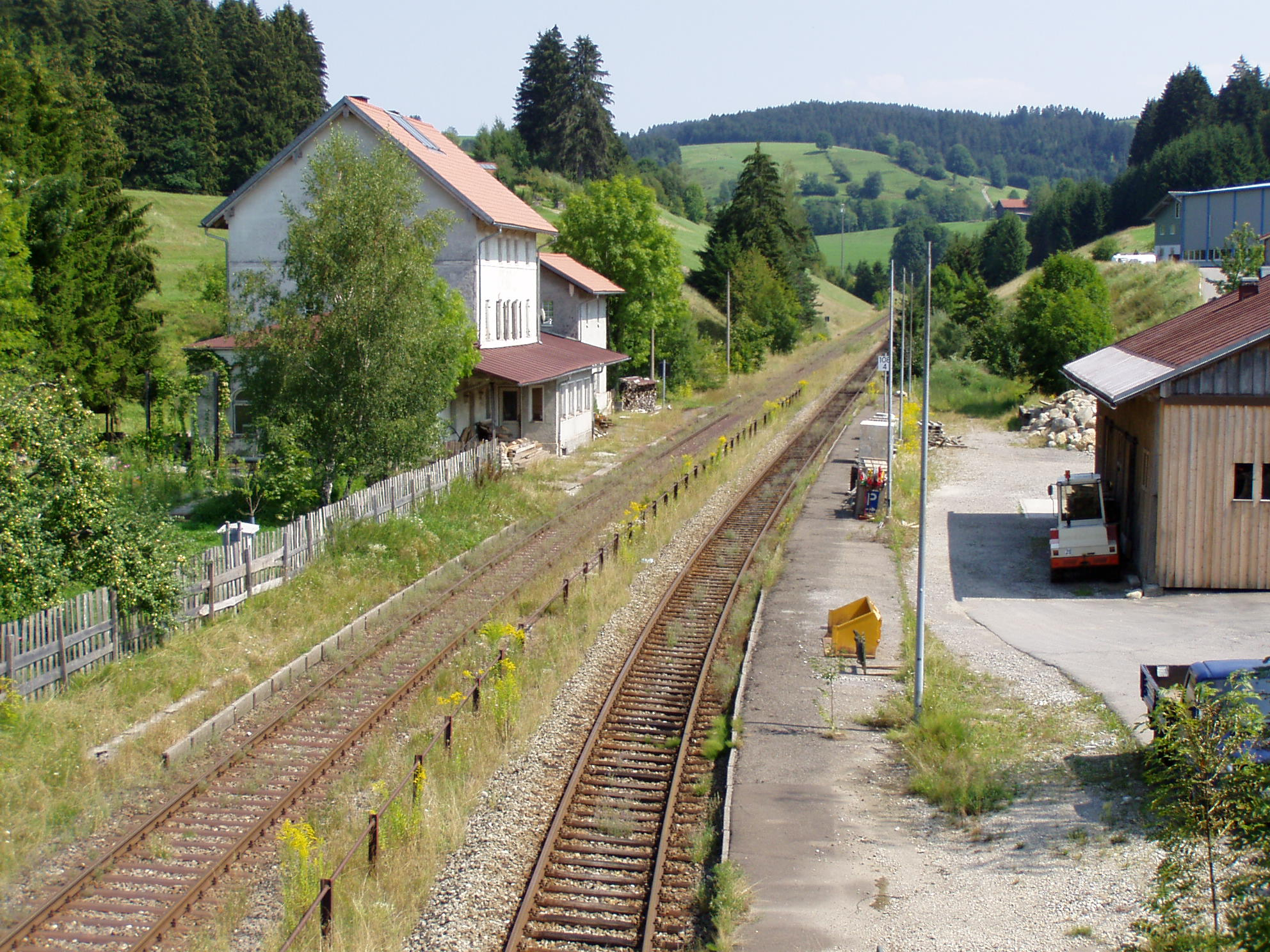
Harbatshofen – Bahnhof von Westen

### Gebietsreform
1968 stellte ein Regierungsgutachten fest, dass eine Zusammenlegung von Stiefenhofen und Harbatshofen sinnvoll erschien. Mittels einer Volksabstimmung (95 % für eine Zusammenlegung) wurde der Zusammenschluss von den Gemeinderäten beschlossen. Dass die Gemeinde Stiefenhofen im Landkreis Sonthofen lag und die Gemeinde Harbatshofen im Landkreis Lindau stellte jedoch ein Problem dar, denn jede Gemeinde wollte in seinem bisherigen Landkreis verbleiben. Es entbrannte dadurch ein Streit zwischen den Bürgern innerhalb der Gemeinden, welche Gemeinde den Landkreis wechseln sollte. Auch die Landkreise hatten Interesse, keine Gemeinde zu verlieren. Der Landkreis Sonthofen befürchtete einen Präzedenzfall, der Landkreis Lindau wäre mit einer Gemeinde weniger zu klein gewesen, um bei der anstehenden Gebietsreform in Bayern fortbestehen zu können. Zwischenzeitlich wurde auch die Gründung einer Verwaltungsgemeinschaft mit anderen Gemeinden diskutiert. Das Verwaltungsgericht Augsburg entschied:„Die Gemeinden Stiefenhofen und Harbatshofen sind zusammenzulegen. Die Ortschaften Buflings, Saneberg und Sinswang werden in den Markt Oberstaufen eingemeindet. Die neue Gemarkung, die den Namen Stiefenhofen übernimmt, wird dem Landkreis Lindau zugeordnet.“ Am 1. Januar 1972 wurde Stiefenhofen in den Landkreis Lindau integriert und die beiden Gemeinden zusammengelegt.

## Gemeindeteile
Die ehemalige Gemeinde Harbatshofen bestand aus folgenden Ortsteilen:
- Balzhofen
- Burkatshofen
- Gschwend
- Harbatshofen
- Jungensberg
- Mittelhofen
- Oberthalhofen
- Rutzhofen
- Unterthalhofen
- Berbruggen
- Holzleute
- Isenbretshofen
- Lautenberg
- Hertnegg

## Baudenkmäler
Siehe: Liste der Baudenkmäler in Harbatshofen